# Sticks and Bones (peça)
Sticks and Bones é uma peça de teatro estadunidense de 1971 escrita pelo dramaturgo David Rabe. Apresentada pela primeira vez em 7 de novembro de 1971, conta a história de um veterano cego da Guerra do Vietnã, a qual foi adaptada para a televisão no filme homônimo e parodiada na peça The Vietnamization of New Jersey (1977).
Venceu o Tony Award de melhor peça de teatro.